# Eiszeit 4000
Eiszeit 4000 (OT: The Ice Schooner) ist ein 1969 im Original bei Berkley und 1970 in der deutschen Übersetzung erschienener Science-Fiction-Roman des Autors Michael Moorcock. Der Roman nutzt nicht den sonst bei Moorcock häufigen Zusammenhang zu den Charakteren der Zyklen des „Ewigen Helden“; dennoch wurde er 1993 in der Moorcock-Reihe „The Eternal Champion“ zusammen mit den Romanen The Black Corridor und The Distant Suns im Sammelband „Sailing to Utopia“ veröffentlicht.

## Handlung
Die Erde ist von einer mächtigen Eisschicht bedeckt; die bekannte Zivilisation befindet sich auf dem Matto Grosso-Plateau, auf dem acht Städte im Wettstreit miteinander die Eisflächen auf der Jagd nach riesigen Eiswalen, von den Walfängern Fische genannt, befahren. Kapitän Konrad Arflane, 35, ein dickköpfiger und stark auf traditionellen Vorstellungen wie dem Glauben an die „Mutter des Eises“ und den kommenden Eistod der Welt aufbauender Mann, hat kein Kommando mehr; seine Stadt, Brershill, befindet sich derzeit im Abschwung. Unschlüssig geht er auf das Eis hinaus, um sein Schicksal zu erkennen. Auf den Eisflächen begegnet er einem alten Mann, der, mit letzter Kraft über das Eis kriechend, versucht, seine Heimatstadt, Friesgalt, zu erreichen. Laut dem Ehrenkodex seiner Kultur ist Arflane nicht verpflichtet, dem Mann zu helfen; berührt durch dessen starken Willen zum Leben tut er es dennoch und bringt Lord Pyotr Rorsefne, den eigentlichen Herrscher Friesgalts, in seine Stadt zurück.
Dort begegnet er einigen weiteren Personen: den Kindern des Lords, dem ironischen Manfred Friesgalt und der schönen Ulrika Ulsenn, in die er sich verliebt, obwohl sie mit dem zwar ungeliebten, aber reichen Janek Ulsenn verheiratet ist, und dem mysteriösen Urquart, dem besten Harpunier der acht Städte und ein Mystiker des Eismutter, zudem ein uneheliches und daher nicht akzeptiertes Kind von Lord Rorsefene.
Bald stirbt Lord Rorsefne; zuvor aber beauftragt er Arflane, die Stadt New York unter Einsatz seiner Karten zu suchen; diesen mythischen Ort hatte auch er gesucht, als sein Kufenschiff havarierte. Arflane nimmt den Auftrag an; auch Manfred und Ulrika sollen mit ihm auf der Ice Spirit, dem besten Schiff der Stadt, auf die Suche gehen; doch auch Janek, der Arflane unsympathisch ist, geht mit auf die Reise.
Unterwegs versucht Janek immer wieder, eine Meuterei anzuzetteln; schließlich havariert die Ice Spirit, doch nah am Ziel macht die Expedition sich auf den Weg weiter nach New York. Bald werden sie von Barbaren gefangen genommen, die, unter Anleitung von Urquart, das Blut zweier Edlen – Manfred und Ulrika – der Eismutter darbringen wollen, um diese zu besänftigen. Arflane wehrt sich gegen das Schicksal, wobei sowohl Urquart als auch Manfred umkommen; damit wurde das Blut zweier Edelleute als Opfer dargebracht. Die Barbaren ziehen mit der Expedition weiter.
New York erweist sich nicht als die Heimstatt der Eismutter; im Gegenteil geht eine unangenehme Wärme von dem Ort aus. Auch weicht das Eis einem anderen, durchsichtigen Material. Die Barbaren rebellieren und wollen Arflane, von Janek aufgehetzt, töten. Dieser ermordet Janek und rettet sich mit Ulrika in die fremde Stadt.
Dort wird klar, dass die Menschheit nach einer Nuklearkatastrophe und einem folgenden nuklearen Winter zwei Entwicklungswege nahm – die der Eisleute, die das Wissen der Menschheit vergaßen und sich an die raue Eiswelt anpassten, und die der New Yorker, die lange in einer unterirdischen Stadt am Pol lebten und nun mittels ihrer Technologie eine Erwärmung und Umwandlung des Planeten anstoßen.
Die New Yorker, vertreten durch Ballantine, einen für Arflanes Gefühle verweichlichten und verwachsenen Menschen mit übergroßem Kopf, bitten Arflane und Ulrika, die Menschen ihrer Welt auf die kommenden Veränderungen vorzubereiten. Ulrika ist von den neuen Möglichkeiten fasziniert, doch Arflane lehnt ab. Er versteht, dass er sich durch die Liebe zu Ulrika und das zukunftsgewandte Denken ihrer Familie von seinem Wesen abgewandt hat und beschließt, alleine weiter nach Norden zu reisen, auf der Suche nach der Eismutter.

## Reaktion und Themen
Der Roman gilt oftmals als eines der weniger gelungenen Einzelwerke Michael Moorcocks; Moorcock selbst schrieb The Ice Schooner nach eigenen Aussagen als klassische Abenteuergeschichte, nachdem er bei der Veröffentlichung seines experimentellen Werks Miss Brunners letztes Programm bei den Verlagshäusern auf wenig Gegenliebe gestoßen war. Das Werk nimmt manche Elemente aus Melvilles Klassiker Moby Dick auf, erzählt aber im Grunde vom Unterschied zwischen traditionellen, der Härte des Überlebenskampfs geschuldeten Denkweisen und auf die Zukunft gerichteten, die Welt verändernden Ansätzen.

## Ausgaben
- The Ice Schooner, 1969, Berkeley
- The Ice Schooner, 1977, HarperCollins, ISBN 0-06-013006-7
- Eiszeit 4000, 1969, Goldmann TB.
- Sailing to Utopia (Sammelband), 1993, White Wolf Publishing, ISBN 1-85798-031-X